# Gilberto Moraes Junior
Gilberto Moraes Júnior, mais conhecido como Gilberto (Rio de Janeiro, 7 de março de 1993), é um futebolista brasileiro que atua como lateral-direito. Atualmente, defende o Bahia.

## Carreira

### Botafogo
Após se destacar jogando na categoria infantil do CFZ, Gilberto foi jogar pelo Botafogo ainda com 15 anos, e logo nas categorias de base já chamava a atenção pelos seus bonitos dribles. 
Fez sua estreia como profissional com 18 anos de idade, no dia 23 de abril de 2011, quando o alvinegro foi derrotado pelo Boavista por 5–2 em São Januário, em jogo válido pelo Campeonato Carioca. Nessa partida, o Botafogo que já havia sido eliminado da competição e estava apenas cumprindo tabela, optou por utilizar sua equipe de juniores. A partir de então, o lateral permaneceu sendo aproveitado nas categorias inferiores, sendo algumas vezes relacionado para jogos da equipe principal, mas atuando apenas mais duas vezes entre 2011 e 2012.
No ano de 2013, com o técnico Oswaldo de Oliveira, o jogador começou a ter mais oportunidades para atuar e se destacou, fazendo parte do elenco campeão carioca e terceiro colocado no Brasileirão.

### Internacional
Em janeiro de 2014, o Internacional contratou Gilberto por empréstimo de um ano. Em sua chegada, o jogador ganhou a camisa de número 2, sendo logo de início, bancado por Abel Braga como titular da lateral-direita, na disputa do Campeonato Gaúcho. O jogador marcou seu primeiro gol, logo em sua estreia, diante do Cruzeiro-RS, na goleada por 4–1, no Estádio do Vale. Gilberto foi campeão gaúcho e se destacou por sua velocidade e apoio ao ataque.
Após uma lesão, o jogador perdeu a vaga de titular para Wellington Silva. Voltou após dois meses de recuperação, e alternou a titularidade com o companheiro de equipe ao longo do Brasileirão, onde o Colorado terminou na terceira colocação, garantindo a vaga direta para a fase de grupos da Copa Libertadores da América de 2015.

### Retorno ao Botafogo
No seu retorno ao Glorioso, o lateral foi titular absoluto na disputa do Campeonato Carioca de 2015. Marcou seu primeiro gol pelo alvinegro na vitória por 3–0 diante do Tigres do Brasil no Nilton Santos.
Em julho de 2015, Gilberto foi vendido a Fiorentina da Itália. A venda do jogador rendeu 1,7 milhão de euros aos cofres do Botafogo, que tinha direito a 50% do valor total do negócio, e o restante foi para o CFZ.

### Fiorentina
Fez sua estreia na vitória por 2–0 sobre o gigante Milan no Estádio Artemio Franchi em Florença, válida pelo Campeonato Italiano, atuando nos 90 minutos da partida. 
Na Viola, Gilberto foi pouco aproveitado, atuando em apenas 7 jogos nos 6 meses em que ficou na equipe.

### Verona
Logo na janela de inverno da temporada 2015–16, Gilberto foi emprestado ao Verona até o final da temporada, para ter mais sequência atuando na primeira divisão do futebol italiano. Estreou na vitória por 2–1 sobre o Atalanta no Estádio Marcantonio Bentegodi, válida pelo Campeonato Italiano. 
No Verona, o lateral foi novamente reserva, sendo aproveitado em apenas 5 ocasiões nos três meses em que ficou na equipe.

### Latina
Ao fim da temporada 2015-16, ainda sem uma boa sequencia no futebol italiano, Gilberto foi novamente emprestado, dessa vez para o Latina, para disputar a Série B do Campeonato Italiano. Fez sua estreia no empate em 0–0 diante do Spezia no Estádio Domenico Francioni, válido pela Série-B. 
O lateral vinha sendo titular absoluto da equipe, porém sofreu uma lesão que o deixou de fora de dez rodadas da competição.

### Vasco da Gama
No dia 31 de janeiro de 2017, o lateral foi anunciado como novo reforço do clube carioca, por empréstimo até o fim de 2017. Estreou na vitória por 2–0 sobre o Santos-AP na Arena das Dunas, válida pela Copa do Brasil. A partir de então foi titular absoluto na lateral-direita da equipe cruzmaltina. 
Após lesão sofrida em julho, Gilberto perdeu a vaga de titular para Madson. Após retornar, o jogador permaneceu como opção no banco de reservas da equipe de Zé Ricardo, sendo utilizado também na posição de volante quando necessário.

### Fluminense
Em dezembro de 2017, Gilberto acertou com o Fluminense, por empréstimo de 1 ano. Até então no  Fluminense Gilberto teve sua melhor marca de gols, sendo um dos destaques da equipe no primeiro semestre de 2018, tendo sua melhor marcas de gols desde o inicio da sua carreira. Teve seu empréstimo renovado nos últimos dias de dezembro de 2018. Gilberto recuperou-se da lesão no inicio de Janeiro, e voltou a treinar com bola, contudo, em menos de uma semana depois da recuperação o lateral-direito voltou a sentir dores no joelho, voltando assim ao departamento médico do Fluminense, perdendo assim a pré-temporada 2019 do clube. Voltou a treinar com bola em fevereiro daquele mesmo ano.
No dia 26 de dezembro de 2019, foi anunciado o seu contrato em definitivo com o Fluminense até julho de 2022. Tricolor adquiriu 50% dos direitos econômicos do lateral-direito por 80 mil euros (R$ 360 mil). Opção de compra fixada no empréstimo era de 3,5 milhões de euros (cerca de R$ 15,7 milhões).
Em 2020, seu último ano pelo clube, colecionou atuações irregulares, com altos e baixos. Disputou em julho as finais do Campeonato Carioca de 2020 pelo Fluminense contra o Flamengo, marcando 1 gol, o que despertou interesse no técnico rival Jorge Jesus. O treinador foi para o Benfica, e isso foi essencial para que a negociação fosse concretizada.
Gilberto despediu-se do Tricolor e deixou seu nome marcado, ele saiu como o terceiro maior lateral artilheiro do clube no século XXI, com 11 gols em 104 partidas de 2018 a 2020.

### Benfica
No início de agosto de 2020, Gilberto se despediu do Fluminense, ficando de fora da 1ª rodada do Campeonato Brasileiro para realizar exames no clube de Portugal. Sua venda foi considerada uma boa transação pela torcida, que nas redes sociais, desejaram sorte ao jogador e reconheceram toda raça e determinação que o jogador demonstrou durante sua passagem pelo Fluminense. Após a realização dos exames médicos, Benfica e Gilberto assinaram até 2025, o Fluminense recebeu cerca de 3 milhões de euros (cerca de R$ 19 milhões) por metade dos direitos econômicos a outra parte será encaminhada à Fiorentina (ITA).Gilberto fez sua estreia e seu primeiro gol na vitória do Benfica por 4 a 0 frente ao  Belenenses SAD.[carece de fontes?] Gilberto fez sua estreia em um jogo oficial, em 18 de outubro de 2020, na vitória sobre o Rio Ave. Ele entrou em campo aos 14 minutos de jogo, após André Almeida sair de campo lesionado.
Gilberto completou 50 jogos oficiais com a camisa do Benfica, em 23 de novembro de 2021, no empate com o Barcelona, por 0 a 0, no Camp Nou, pela fase de grupos da Liga dos Campeões.
Em 18 de março de 2023, Gilberto completou cem jogos com a camisola dos Encarnados, ele foi a campo a sete minutos do fim do confronto, vencido por 5 a 1 pelo Benfica frente ao Vitória, no Estádio da Luz completamente lotado, pelo Campeonato Português.
Gilberto deixou o Benfica ao fim da temporada 2022-23. No total, ele fez 106 jogos pelos Encarnados, com oito gols e sete assistências.

### Bahia
No dia 5 de julho de 2023, Gilberto foi anunciado no Bahia.

## Seleção Brasileira
Em 2014, Gilberto foi convocado para servir a Seleção Brasileira Sub-21 na disputa do Torneio de Toulon, conquistado pelo Brasil. Fez parte também do grupo que conquistou a medalha de bronze nos Jogos Pan-Americanos de 2015.

## Estatísticas
Até 16 de dezembro de 2020.

### Clubes
| Clube             | Temporada         | Campeonato nacional | Campeonato nacional | Campeonato nacional | Copa nacional[a] | Copa nacional[a] | Copa nacional[a] | Competições continentais[b] | Competições continentais[b] | Competições continentais[b] | Outros torneios[c] | Outros torneios[c] | Outros torneios[c] | Total | Total | Total   |
| Clube             | Temporada         | Jogos               | Gols                | Assist.             | Jogos            | Gols             | Assist.          | Jogos                       | Gols                        | Assist.                     | Jogos              | Gols               | Assist.            | Jogos | Gols  | Assist. |
| ----------------- | ----------------- | ------------------- | ------------------- | ------------------- | ---------------- | ---------------- | ---------------- | --------------------------- | --------------------------- | --------------------------- | ------------------ | ------------------ | ------------------ | ----- | ----- | ------- |
| Botafogo          | 2011              | —                   | —                   | —                   | —                | —                | —                | —                           | —                           | —                           | 1                  | 0                  | 0                  | 1     | 0     | 0       |
| Botafogo          | 2012              | 2                   | 0                   | 0                   | —                | —                | —                | —                           | —                           | —                           | —                  | —                  | —                  | 2     | 0     | 0       |
| Botafogo          | 2013              | 12                  | 0                   | 1                   | 4                | 0                | 0                | —                           | —                           | —                           | 4                  | 0                  | 0                  | 20    | 0     | 1       |
| Botafogo          | Total             | 14                  | 0                   | 1                   | 4                | 0                | 0                | —                           | —                           | —                           | 5                  | 0                  | 0                  | 23    | 0     | 1       |
| Internacional     | 2014              | 14                  | 0                   | 0                   | 4                | 0                | 0                | 1                           | 0                           | 0                           | 9                  | 1                  | 0                  | 28    | 1     | 0       |
| Internacional     | Total             | 14                  | 0                   | 0                   | 4                | 0                | 0                | 1                           | 0                           | 0                           | 9                  | 1                  | 0                  | 28    | 1     | 0       |
| Botafogo          | 2015              | 9                   | 0                   | 2                   | —                | —                | —                | —                           | —                           | —                           | 18                 | 1                  | 6                  | 27    | 1     | 8       |
| Botafogo          | Total             | 9                   | 0                   | 2                   | —                | —                | —                | —                           | —                           | —                           | 18                 | 1                  | 6                  | 27    | 1     | 8       |
| Fiorentina        | 2015-16           | 5                   | 0                   | 0                   | —                | —                | —                | 2                           | 0                           | 0                           | —                  | —                  | —                  | 7     | 0     | 0       |
| Fiorentina        | Total             | 5                   | 0                   | 0                   | —                | —                | —                | 2                           | 0                           | 0                           | —                  | —                  | —                  | 7     | 0     | 0       |
| Verona            | 2015-16           | 5                   | 0                   | 0                   | —                | —                | —                | —                           | —                           | —                           | —                  | —                  | —                  | 5     | 0     | 0       |
| Verona            | Total             | 5                   | 0                   | 0                   | —                | —                | —                | —                           | —                           | —                           | —                  | —                  | —                  | 5     | 0     | 0       |
| Latina            | 2016-17           | 9                   | 0                   | 0                   | —                | —                | —                | —                           | —                           | —                           | —                  | —                  | —                  | 9     | 0     | 0       |
| Latina            | Total             | 9                   | 0                   | 0                   | —                | —                | —                | —                           | —                           | —                           | —                  | —                  | —                  | 9     | 0     | 0       |
| Vasco da Gama     | 2017              | 26                  | 0                   | 1                   | 4                | 0                | 0                | —                           | —                           | —                           | 12                 | 0                  | 0                  | 42    | 0     | 1       |
| Vasco da Gama     | Total             | 26                  | 0                   | 1                   | 4                | 0                | 0                | —                           | —                           | —                           | 12                 | 0                  | 0                  | 42    | 0     | 1       |
| Fluminense        | 2018              | 15                  | 3                   | 2                   | 4                | 2                | 0                | 3                           | 0                           | 1                           | 12                 | 1                  | 2                  | 34    | 6     | 5       |
| Fluminense        | 2019              | 31                  | 0                   | 2                   | 7                | 1                | 1                | 5                           | 0                           | 0                           | 6                  | 1                  | 0                  | 49    | 2     | 3       |
| Fluminense        | 2020              | 0                   | 0                   | 0                   | 3                | 0                | 0                | 2                           | 0                           | 0                           | 13                 | 3                  | 2                  | 18    | 3     | 2       |
| Fluminense        | Total             | 46                  | 3                   | 4                   | 14               | 3                | 1                | 10                          | 0                           | 1                           | 31                 | 5                  | 4                  | 101   | 11    | 10      |
| Benfica           | 2020–21           | 6                   | 0                   | 1                   | 3                | 0                | 1                | 4                           | 0                           | 1                           | —                  | —                  | —                  | 13    | 0     | 3       |
| Benfica           | Total             | 6                   | 0                   | 1                   | 3                | 0                | 1                | 4                           | 0                           | 1                           | —                  | —                  | —                  | 13    | 0     | 3       |
| Total na carreira | Total na carreira | 134                 | 3                   | 9                   | 29               | 3                | 2                | 17                          | 0                           | 2                           | 75                 | 7                  | 10                 | 255   | 13    | 23      |

- a. ^ Jogos da Copa do Brasil
- b. ^ Jogos da Copa Sul-Americana e da Liga Europa da UEFA
- c. ^ Jogos de Campeonatos estaduais e Torneios amistosos

## Títulos
Botafogo
- Campeonato Carioca: 2013
- Taça Guanabara: 2013 e 2015
- Taça Rio: 2013

Internacional
- Campeonato Gaúcho: 2014

Vasco
- Taça Rio: 2017

Fluminense
- Taça Rio: 2018, 2020

Benfica
- Primeira Liga: 2022–23

Bahia
- Campeonato Baiano: 2025[21]

Seleção Brasileira Sub-21
- Torneio Internacional de Toulon: 2014

### Prêmios individuais
- Seleção do Campeonato Carioca: 2019[22]